# Francesco Alberoni

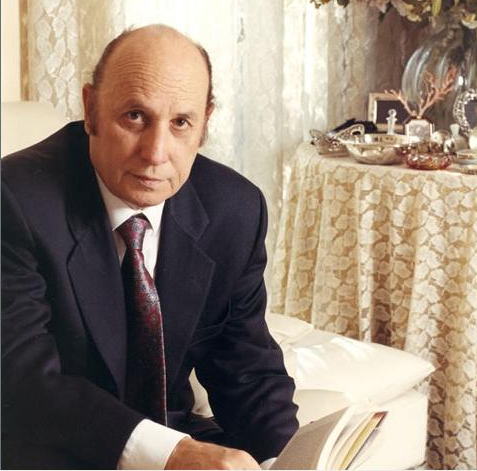
Francesco Alberoni, 2009

Francesco Alberoni (* 31. Dezember 1929 in Borgonovo Val Tidone; † 14. August 2023 in Mailand) war ein italienischer Soziologe und Journalist.
Von 2002 bis 2005 war er Verwaltungsratsmitglied und ältestes Ratsmitglied als Präsident von RAI (italienische Rundfunkanstalt). Alberoni war einer der wenigen Journalisten, die einen Leitartikel auf der ersten Seite von Corriere della Sera hatten, der bedeutendsten Tageszeitung in Italien. Jeden Montag ab 1982 wurde ein vierspaltiger Leitartikel mit dem Titel Pubblico e Privato (Öffentliches und Privates) aufgenommen. Corriere della Sera veröffentlichte Artikel von Alberoni seit 1973.

## Leben
Nach dem Besuch des Gymnasiums zog Alberoni nach Pavia, wo er Medizin zu studierte. Dort trat er mit Pater Agostino Gemelli in Kontakt, der ihn darin förderte, sein Studium in Sozialverhalten fortzusetzen. Im Jahr 1958 heiratete er Vincenza Pugliese. Sie hatten drei Kinder. Nach der Scheidung heiratete er ein zweites Mal und ein weiterer Sohn, Giulio, wurde geboren. Er heißt so zu Ehren des Vorfahren Giulio Alberoni.
Alberoni lehrte 1960 zunächst Psychologie an der Katholischen Universität Mailand, ab 1961 dann Soziologie. Er war Mitglied der Zwei-Staaten-Kommission im Olivetti-Ford Foundation Social Science Research Council. Von 1968 bis 1970 war er Rektor der Universität Trient, dann Professor an der Universität Lausanne und an der Universität Catania. Im Jahr 1978 ging er zur Universität Mailand zurück. Er gründete die IULM-Universität und war dort Rektor von 1998 bis 2001. Mitglied des Verwaltungsrates der Cinecittà-Holding-Filmfabrik in Rom war er von 2002 bis 2005. Ab 2002 war er Präsident der Stiftung Centro Sperimentale di Cinematografia.
Francesco Alberoni starb am 14. August im Alter von 93 Jahren in Mailand.

## Veröffentlichungen

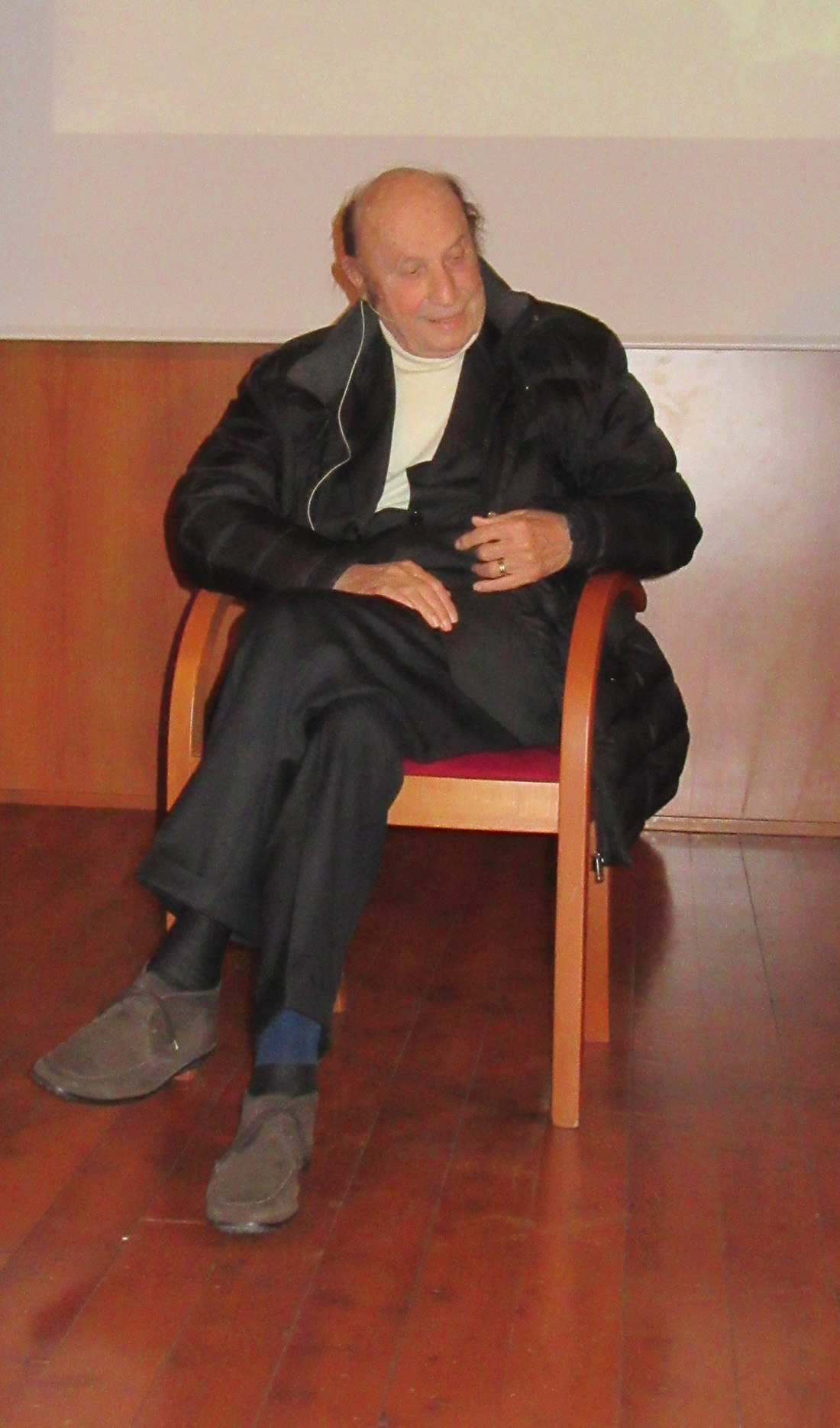
Francesco Alberoni, 2016

Alberoni führte zahlreiche Studien über das Sozialverhalten der Menschen und besonders über die Natur der Liebe und die Beziehungen zwischen Menschen und Gruppen durch.
Der Eckstein des sozial-philosophisch-psychologischen Gedankens von Alberoni lag in seinem Werk Movimento e istituzione [Bewegung und Institution], das im Jahr 1977 veröffentlicht worden war. Dieses Werk ist weltweit eine der ersten Soziologieabhandlungen über die soziologische Analyse der Bewegungen und zeigt ihre Entstehung, Entwicklung und ihr Ende. Diese Veröffentlichung wird von Wissenschaftlern als ein Meilenstein der Analyse der Bewegung betrachtet. Bei dem in diesem Buch entwickelten Begriff geht es um das Konzept von Status Nascendi, die beginnende Bedingung, d. h. der Moment, wenn Leadership, Ideen und Kommunikation sich vereinigen und die Bewegung entsteht.
Dieses erste Werk kommt vor Consumi e società (1964) [Konsum und Gesellschaft], das seinen Beitrag zur Entstehung der Schule des Marketing in Italien geleistet hat.
Im Jahr 1979 veröffentlichte Alberoni sein weltbekanntes Werk Innamoramento e Amore – Verliebt sein und Lieben. Hier entwickelte und verbreitete er die Gedanken und die theoretische Modelle von Movimento e istituzione [Bewegung und Institution]. Alberoni behauptete, dass die Erfahrung des Sichverliebens die entstehende Bedingung einer allgemeinen Bewegung ist, die aber nur ausschließlich auf zwei Partner zielt.
Diesmal erforscht Alberoni die Frage im Detail durch die Benutzung der Sprache der Liebesgeschichte, anstatt der abstrakten Sprache der Psychoanalyse oder der Soziologie. Dieses Werk – streng wissenschaftlich aber innovativ vom sprachlichen Gesichtspunkt – wurde ein internationaler Bestseller und in zwanzig Sprachen übersetzt. Man zählt etwa zehn Ausgaben und noch heute wird es in vielen Ländern nachgedruckt.
Weitere Werke sind L’amicizia (1984) (die Freundschaft) und Erotismo (1986) – Erotik –, wo die Erotik von Mann und Frau dargestellt wird. Es folgt Il volo nuziale [der Hochzeitsflug] (Garzanti, Milano, 1992), mit dem er das Verliebtsein der Teenager in Kino-Stars beobachtet, und zwar die Tendenz der Mädchen, das höchste Liebesziel zu suchen.
Unter seinen Soziologiebüchern finden wir Genesi (1989) (Genesis). Das Werk zeigt seine Theorie über die grundsätzliche Erfahrung von Status Nascendi, die Unterschiede zwischen Status Nascendi und Nirvana, das Konzept Demokratie, und beendet die Analyse der Bewegungen und die der „kulturellen Zivilisierung“, d. h. die großen Institutionen der Christlichkeit, von Islam und Marxismus. La sorgente dei sogni (Rizzoli, Milano, 2000) (Die Quellen der Träume) enthält Zusammenfassungen von kurzen Studien über die allgemeine Bewegungen. Seine Leitartikel in Corriere della Sera werden regelmäßig vom Rizzoli – Verlag zusammengefasst und veröffentlicht.
Die Werke von Alberoni haben großen Erfolg sowie in Italien als auch in der Welt und sind in mehr als zwanzig Sprachen übersetzt worden: Englisch, Französisch, Deutsch, Spanisch, Portugiesisch, Russisch, Japanisch, Koreanisch, Chinesisch, Hebräisch, Türkisch usw.
Die Sammlung seiner Zeitungsartikel sind von einigen Kritikern als ein Fehlen der wissenschaftlichen Analyse angeführt und als heimliche Empfehlungen über das Alltagsleben und Liebesdinge herabgesetzt worden.
Die letzten zwei Veröffentlichungen sind aber als wichtig zu bezeichnen, sowohl für den Inhalt, als auch für den Schreibstil. Spezifisch in Il Mistero dell'innamoramento – (Das Geheimnis von Verliebt sein) – und besonders im zweiten Teil – wird eine originelle Kritik über die wichtigsten Theorien des Sichverliebens gezeigt, besonders der französischen Schule. Sesso e Amore [Sex und Liebe] stellt die erste systematische Analyse in diesem Bereich dar und bringt eine stilistische Revolution in Essayistik mit.

## Bibliographie
- L'elite senza potere. Ricerca sociologica sul divismo. Neuaufl. Bompiani, Mailand 1973 (I satelliti Bompiani; 33).
- Statu Nascenti. Studi sui processi collectivi . Editorial Il Mulino, Bologna 1971 (Saggi; 77).
- Classi e generazioni. Editorial Il Mulino, Bologna 1971.
- Italia in trasformazione. Editorial Il Mulino, Bologna 1976.
- Movimento e istituzione. Teoria generale. Editorial Il Mulino, Bologna 1981, ISBN 88-15-00342-8.
- Verliebt sein und Lieben. Revolution zu zweit („Innamoramento e amore“). DVA, Stuttgart 1983, ISBN 3-421-06145-9.
- Le ragioni del bene e del male. 11. Aufl. Garzanti, Mailand 1989, ISBN 88-11-59903-2.
- L'albero della vita. 3. Aufl. Garzanti, Mailand 1991, ISBN 88-11-52004-5.
- L'amicizia. Neuaufl. Garzanti, Mailand 1990, ISBN 88-11-52002-9.
- Erotik. Weibliche Erotik, männliche Erotik, was ist das? („L'erotismo“). Seehamer Verlag, Weyarn 1999, ISBN 3-929626-05-5.
- I giovani verso il Duemila. EGA, Turin 1986, ISBN 88-7670-047-1 (zusammen mit Franco Ferrarotti und Claudio Calvaruso).
- Pubblico & privato. Garzanti, Mailand 1987.
- Die neue Moral der Liebe. ein Manifest („L'altruismo e la morale“). Piper, München 1990, ISBN 3-492-03389-X (zusammen mit Salvatore Veca).
- Genesi. Garzanti, Mailand 1989, ISBN 88-11-59804-4.
- Gli invidiosi. Garzanti, Mailand 1991, ISBN 88-11-59809-5.
- Il volo nuziale. Garzanti, Mailand 1992, ISBN 88-11-59824-9.
- Valori. Rizzoli, Mailand 1993, ISBN 88-17-84276-1.
- L'ottimismo. Rizzoli, Mailand 1994, ISBN 88-17-84351-2.
- Liebe. Das Höchste der Gefühle („Ti amo“). Heyne, München 1998, ISBN 3-453-13000-6.
- Il primo amore. Rizzoli, Mailand 1997, ISBN 88-17-84522-1.
- Abbiate coraggio. 5. Aufl. Rizzoli, Mailand 1998, ISBN 88-17-85995-8.
- Le sorgenti dei sogni. Rizzoli, Mailand 2000, ISBN 88-17-86389-0.
- La speranza. Rizzoli, Mailand 2001, ISBN 88-17-86704-7.
- L'arte del comando. Rizzoli, Mailand 2002, ISBN 88-17-10094-3.
- Il mistero dell'innamoramento. Rizzoli, Mailand 2003, ISBN 88-17-87176-1.
- Sesso e amore. Rizzoli, Mailand 2005, ISBN 88-17-00839-7.